# Mélanie Gouby
Pour les articles homonymes, voir Gouby.
Mélanie Gouby est une journaliste d'investigation et cinéaste basée à Londres. Elle s'intéresse aux causes systémiques qui sont à l'origine de conflits et aux impacts sur les droits humains, le développement et l'environnement.
Elle a étudié Politics and International Relations au University College de Londres.
De 2009 à 2011, elle a couvert les procès des rebelles congolais à la Cour internationale de justice à La Haye.
De 2011 à 2014, elle vit à Goma, dans l'est de la République démocratique du Congo, où elle couvre la rébellion M23 jusqu'à sa défaite par l'armée congolaise. Elle couvre aussi les opérations minières pour Associated Press. Au cours de cette période, elle fait enquête sur les activités de la pétrolière britannique Soco International dans le Parc national des Virunga, comme le montre le film documentaire Virunga, ce qui lui vaudra une reconnaissance internationale. 
De 2014 à 2016, elle est correspondante en Afrique de l'Est pour Le Figaro. Elle a contribué aussi à Newsweek, National Geographic, France24, Vice, Foreign Policy et Washington Post.